# Zviahel
Pour les articles homonymes, voir Novhorod (homonymie).
Zviahel (en ukrainien : Звягель/Zvyagel ; en yiddish: זוויל/Zvil), de 1795 à 2022 Novohrad-Volynski (en ukrainien : Новоград-Волинський/Novohrad Volynskyi) est une ville de l'oblast de Jytomyr, en Ukraine, et le centre administratif du raïon éponyme. Sa population s'élevait à 55 086 habitants en 2022.

## Géographie
Zviahel se trouve à 82 km au nord-nord-ouest de Jytomyr, à 98 km à l'est de Rivne et à 205 km à l’ouest de Kiev.

## Histoire
Zviahel est mentionnée pour la première fois en 1256 sous le nom de Vosvyahel. L'année suivante, elle est incendiée par le prince galicien Daniel. Obtenant son nom de Zviahel, elle est successivement lituanienne de 1356 à 1503, russe de 1503 à 1618 et polo-lituanienne de 1618 à 1654, avant de passer sous la domination de l'Hetmanat cosaque fondé par Bogdan Khmelnitski. En 1795, à l'occasion de la troisième partition de la Pologne, la ville repasse sous la souveraineté de l'Empire russe. Elle est rebaptisée Novograd-Volynski — Volynski désignant la province de Volhynie.
Novohrad-Volynskyï faisait partie de l'ancienne région peuplée d'Ukrainiens, de Juifs et d'Allemands nommée Volhynie (russe : Волынская губерния, Ukrainien : Волинська губернія). Le gouvernement de Volhynie fut créé le 12 décembre 1796 après la partition de la Pologne en trois parties et administré par l'Empire russe. La ville de Novograd-Volynski fut le siège du gouvernement volhynien en 1796 avant son transfert à Jitomir en 1802.
Au début du XXe siècle, la ville compte une communauté juive de 10 000 membres, la moitié des habitants de la ville. Les juifs subissent la vague de pogroms antisémites en Russie des années 1918-1920 et 1 000 d'entre eux sont assassinés par les hommes de l'Ukrainien Simon Petlioura.
De 1920 à 1939, la ville revêt une réelle importance militaire, en raison de sa proximité avec la Pologne. Au déclenchement de la Seconde Guerre mondiale, la communauté juive compte 6 840 membres, soit environ 30 % de la population totale. Ils furent en grande partie massacrés lors d'exécutions de masse perpétrées par une unité des Einsatzgruppen à l'automne 1941, composée d'Ukrainiens. Les survivants furent d'abord enfermés dans un ghetto dans des conditions très difficiles, puis exécutés en novembre 1942,. Au cours de la guerre, Novohrad-Volynskyï subit d'importantes destructions.
En 2022, Novograd-Volynski reprend son nom historique de Zviahel après un décret de la Rada pour s'éloigner du passé impérial russe, en pleine invasion de l'Ukraine par la Russie.

## Population
Recensements (*) ou estimations de la population :
| 1897*  | 1907   | 1923*  | 1926*  | 1939*  | 1959*  |
| ------ | ------ | ------ | ------ | ------ | ------ |
| 16 904 | 19 700 | 12 739 | 14 452 | 23 732 | 27 580 |

| 1970*  | 1979*  | 1989*  | 2001*  | 2010   | 2011   |
| ------ | ------ | ------ | ------ | ------ | ------ |
| 41 194 | 48 544 | 55 238 | 56 259 | 55 973 | 56 111 |

| 2012   | 2013   | 2014   | 2015   | 2016   | 2017   |
| ------ | ------ | ------ | ------ | ------ | ------ |
| 56 066 | 55 991 | 56 049 | 56 035 | 56 155 | 56 316 |

| 2018   | 2019   | 2020   | 2021   | 2022   | - |
| ------ | ------ | ------ | ------ | ------ | - |
| 56 288 | 56 108 | 55 790 | 55 463 | 55 086 | - |

## Lieux d’intérêt

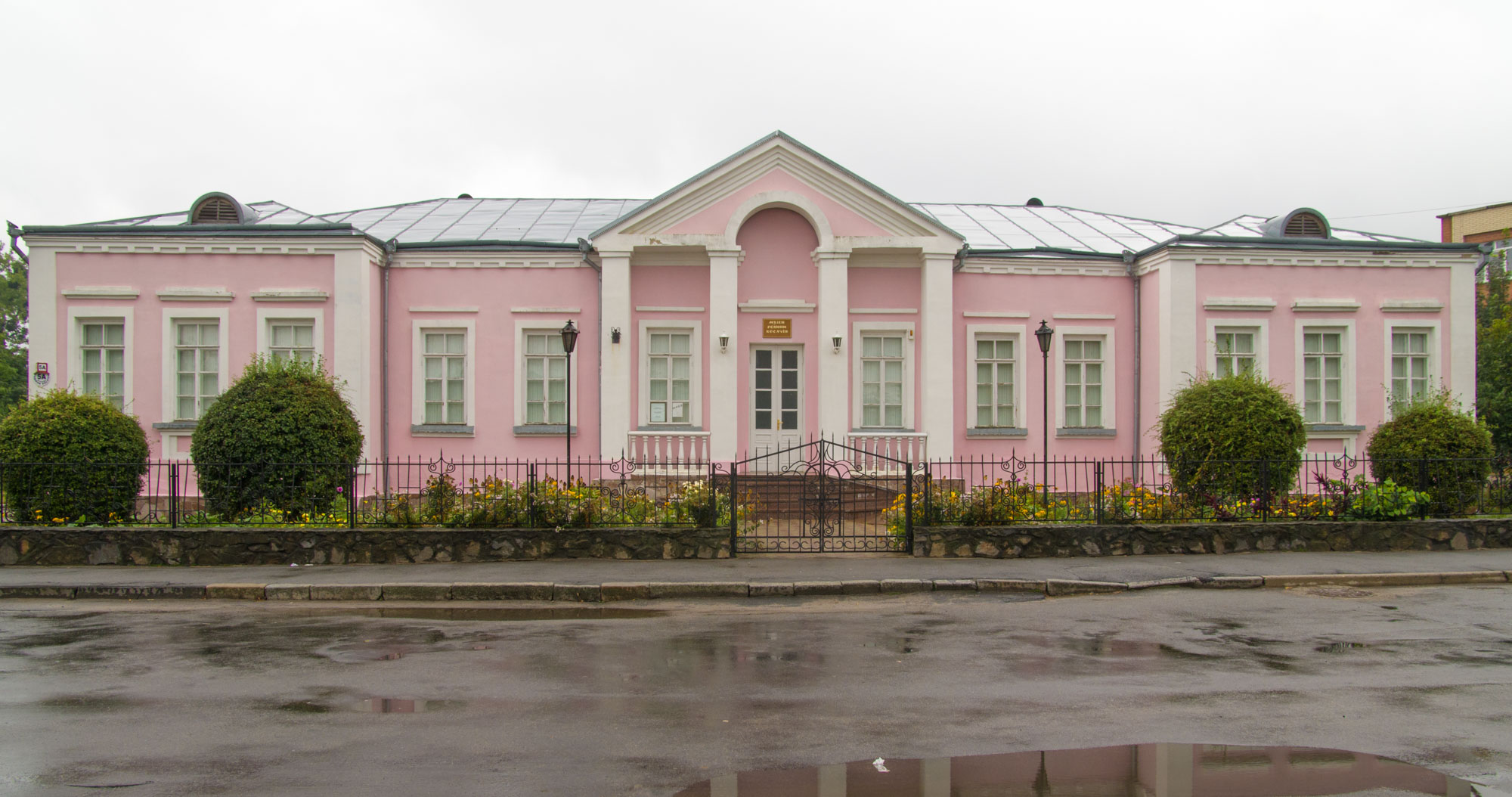
Le musée Kosachi, classé[8].
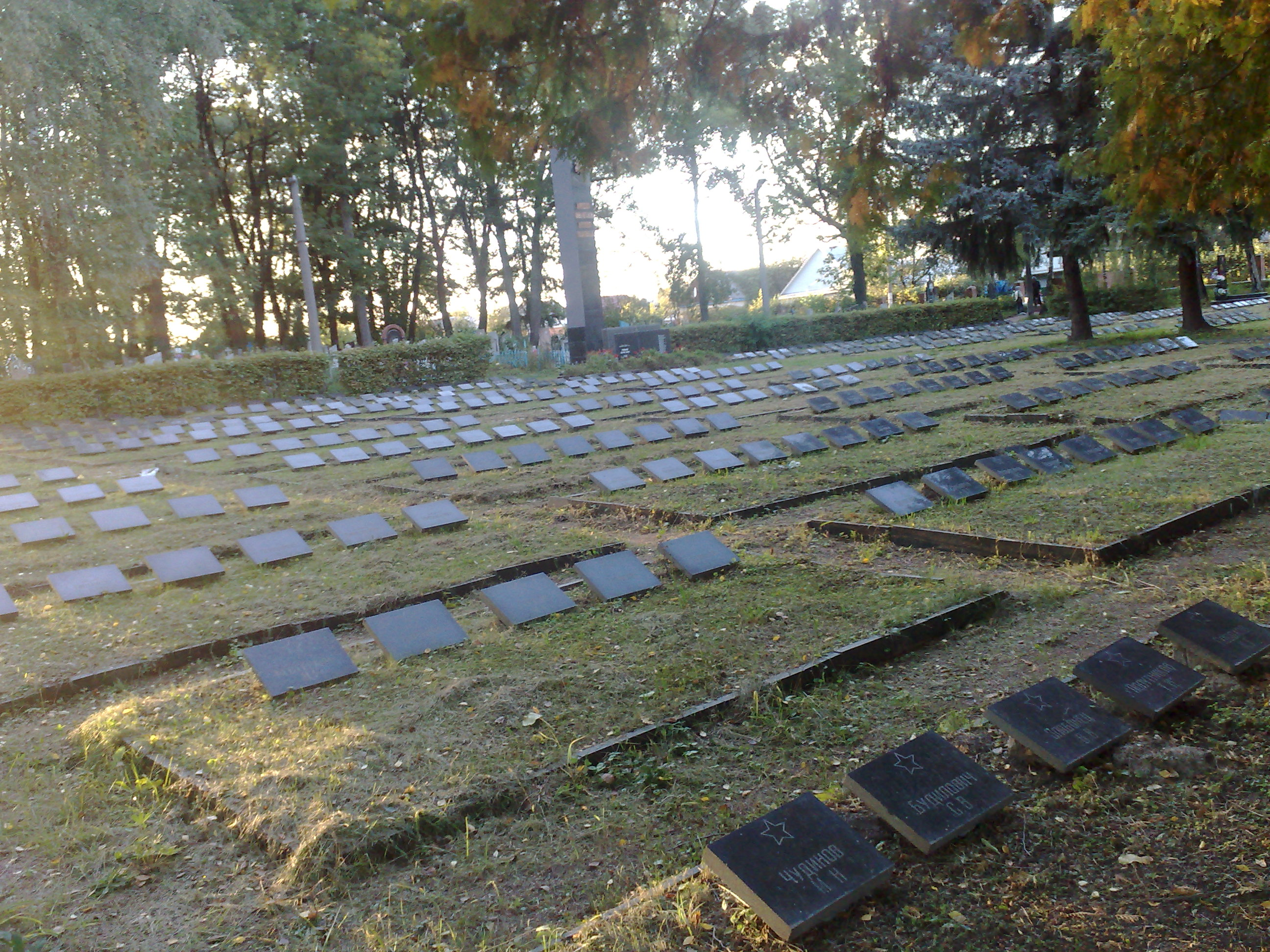
cimetière militaire, classée[9].
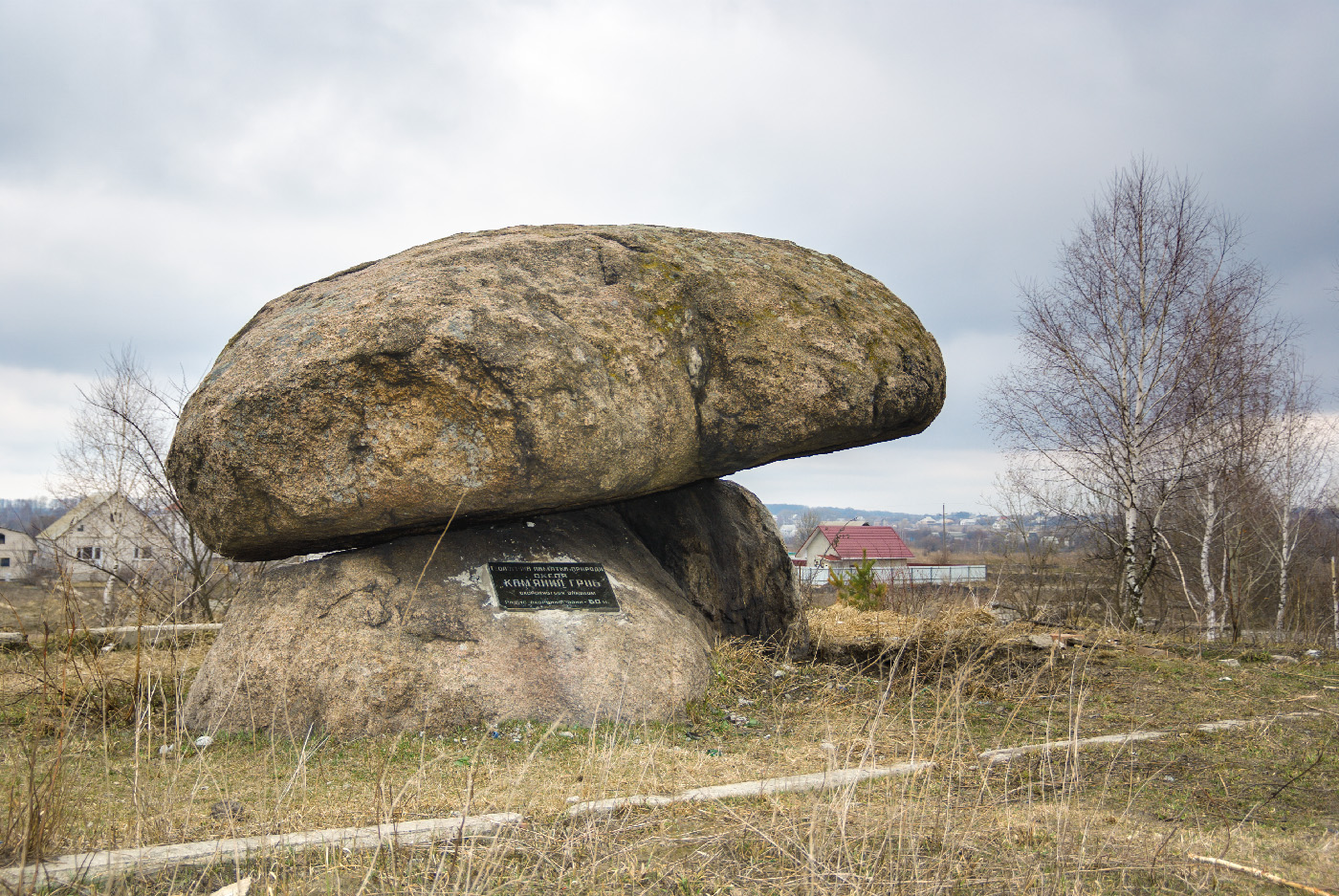
le roc, classé[10].
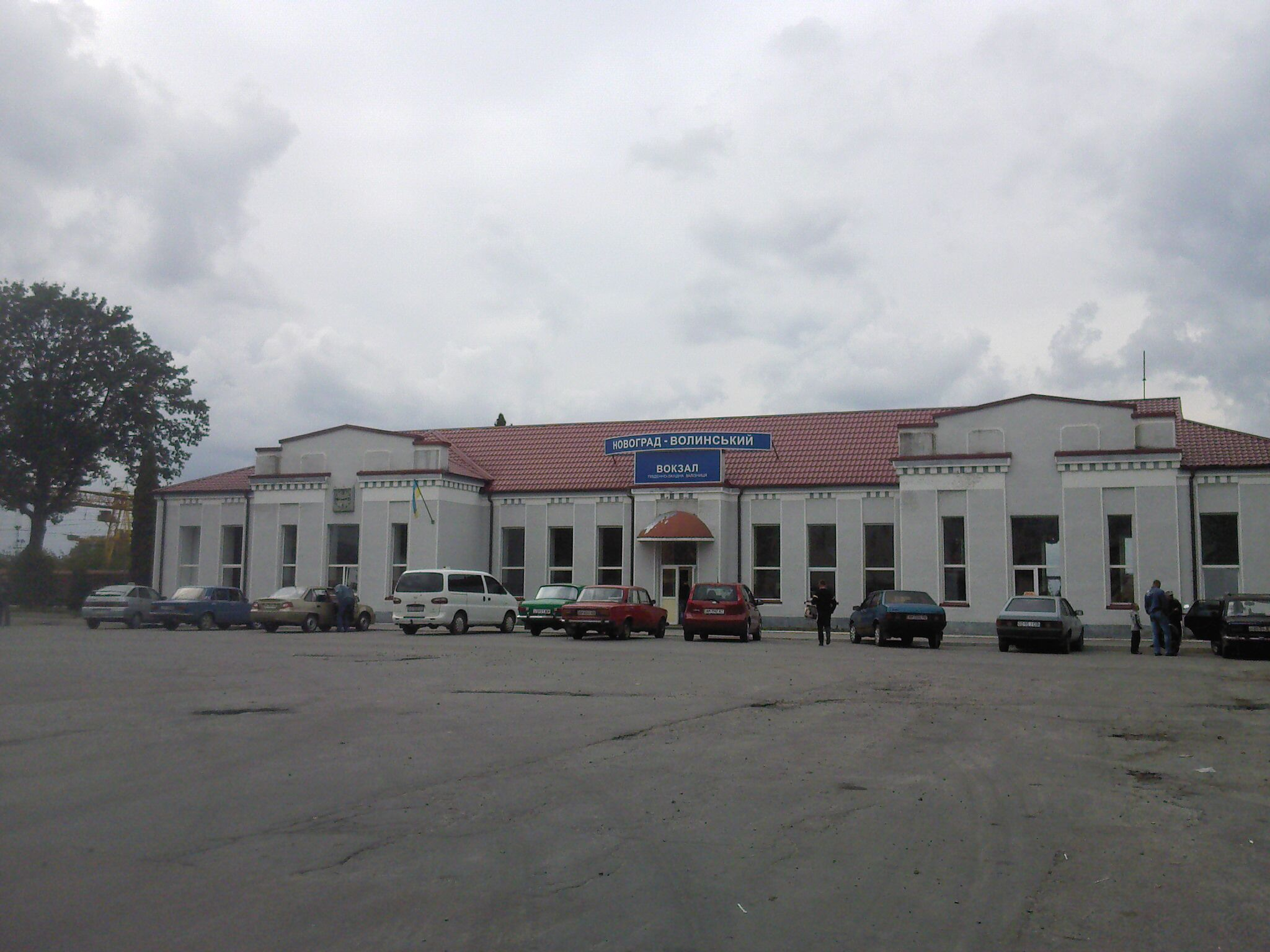
la gare de Zviahel I, classée[11].
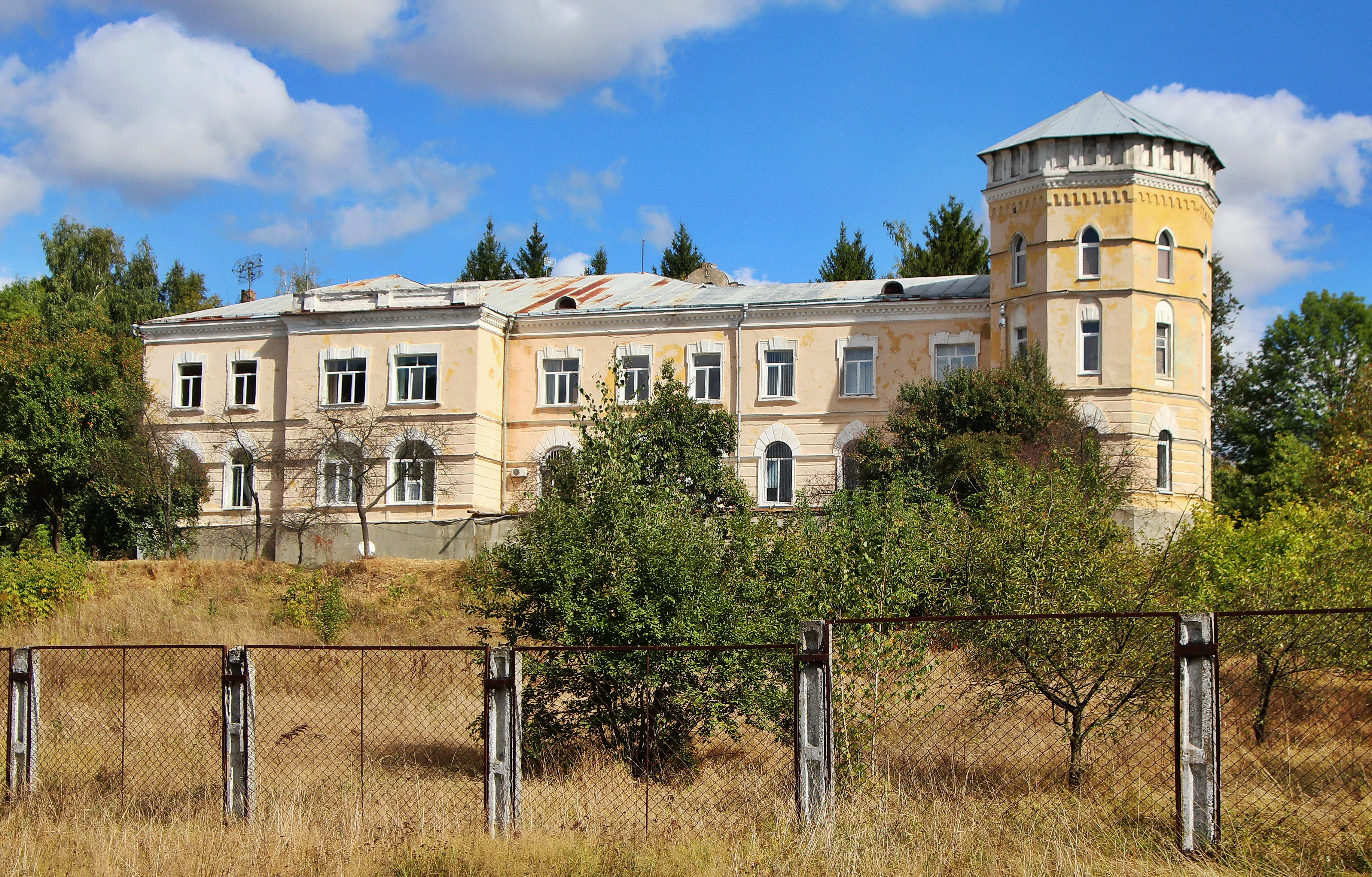
bâtiment où servirent les maréchaux Rokossovski et Ieremenko, classé[12],[13].

## Personnalités liées à la ville

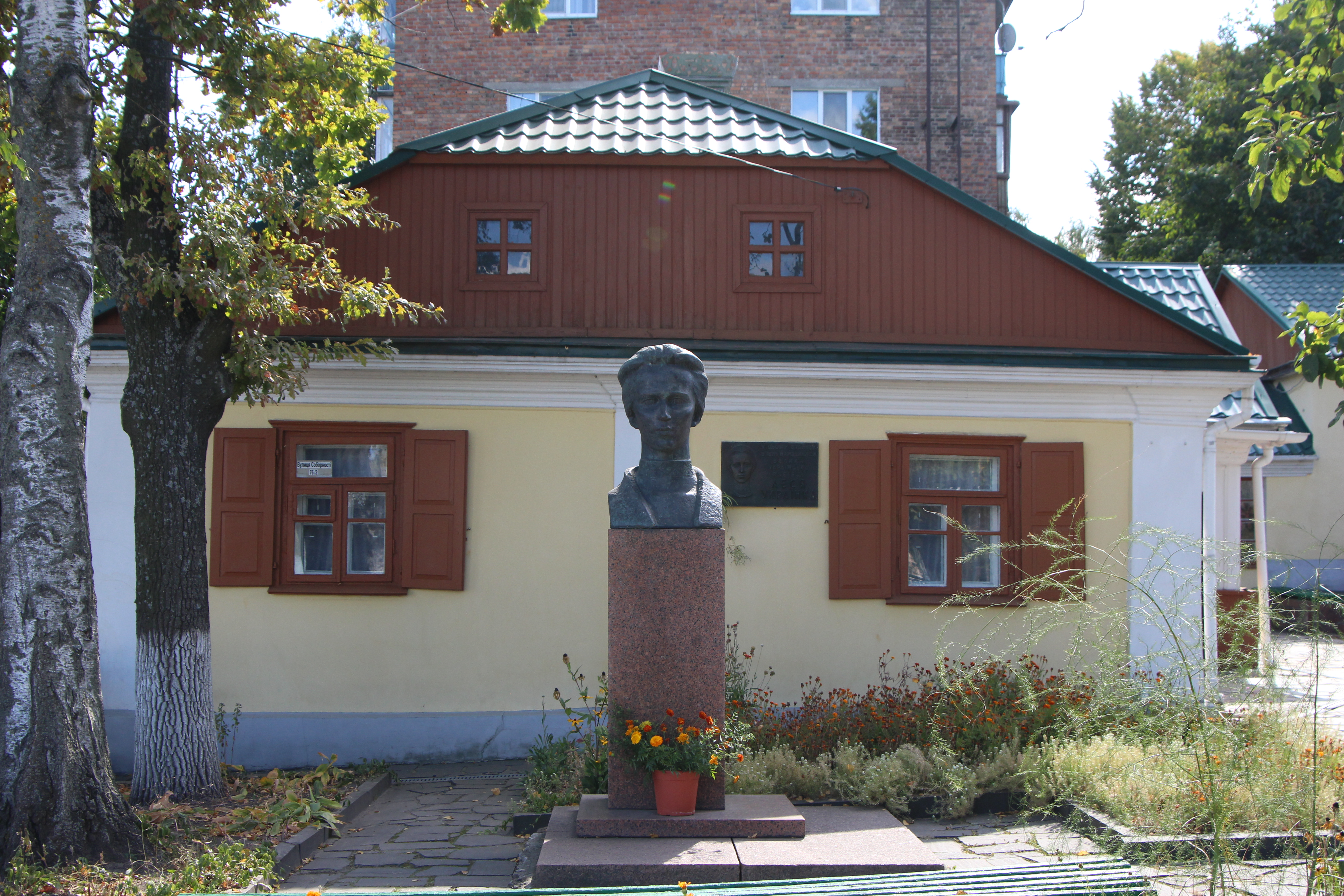
La maison de Lessia Oukraïnka, classée.

### Personnalités natives
- Lessia Oukraïnka (1871-1913), poétesse ukrainienne et sa sœur Olha Kossatch-Kryvyniouk, médecin et traductrice.
- Peter Krasnow (1886-1979), artiste américain
- Ielena Iakovleva (née en 1961), actrice russe
- Valeri Zaloujny (né en 1973), commandant en chef des forces armées ukrainiennes
- Oleksandr Pavliouk (né en 1970), général ukrainien.

## Hommages
- L'astéroïde 2007 UP4 a été nommé (175636) Zvyagel en 2007 en l'honneur de la ville, à l'occasion de son 750e anniversaire.